# Adiantum serratodentatum
Adiantum serratodentatum är en kantbräkenväxtart som beskrevs av Carl Ludwig Willdenow. Adiantum serratodentatum ingår i släktet Adiantum och familjen Pteridaceae. Inga underarter finns listade.